# 에테르 (물리)

에테르(aether)는 빛의 파동설의 부산물로 파동이 진행하기 위해서 필수적으로 있어야 한다고 믿어졌던 매질(물결파에 대해서는 물, 소리에 대해서는 공기) 중 광파동 매질의 이름으로 만들어진 신조어다. 나중에 조지프 존 톰슨과 맥스웰 등이 발전시켜 빛과 전자기 현상을 설명하는 데 사용되었으나 결국 에테르가 존재하지 않음이 밝혀졌다. 이는 나중에 아인슈타인의 상대론이 만들어지는 데 기여를 하게 된다.

## 에테르의 변천사
처음 에테르 개념은 빛의 본질이 파동인지 아니면 입자인지에 대한 논쟁에서 많이 등장하였다. 대체적으로 빛이 파동이라는 주장과 함께 그 매질로서 에테르가 언급되었는데 뉴턴의 경우 빛이 파동이라는 주장을 펼치지는 않았지만 에테르가 존재한다고 믿었다. 아이작 뉴턴은 프린키피아에서 ‘모든 공간이 다양한 밀도의 에테르로 가득 차 있다’고 주장하였는데 이는 중력의 원거리 작용을 설명하려는 시도였다고 생각된다.
후에 토마스 영이 빛의 간섭 현상을 발견한 후로 빛이 파동이라는 주장이 대세를 이루었는데 여기에 힘입어 많은 사람들이 에테르의 존재를 받아들이게 되었다. 당시에는 뉴턴역학이 큰 성공을 거두었고 그에 따라 에테르에 대한 역학적 모델들이 등장하기 시작했다. 특히 에테르를 탄성고체라 가정하고 에테르에서 진행하는 파동으로서 빛을 설명하려는 시도가 이루어졌는데 그 중 맥클라흐(MacCullagh)는 에테르가 회전 저항성과 비압축적인 성질을 가진다고 주장했고 이는 후에 톰슨과 맥스웰의 에테르 모델에 영향을 주었다.
‘장’ 개념은 마이클 패러데이에 의해 등장하였는데 이에 영향을 받은 톰슨이 1841년 정전기 문제에서의 역선이 무한 고체에서의 열 흐름선과 수학적으로 동등하다는 것을 보인 논문을 발표하였고, 1889년에는 열의 전도현상과 정전기 문제를 연관시켜 전자기 현상을 전달하는 매질로서 에테르의 기계적 모델을 제안했다. 이 모델은 맥클라흐의 모델과 거의 비슷했는데 여기에 추가적으로 4면체 피라미드 구조를 이룬다는 설명을 덧붙였다.
패러데이와 톰슨에게 지대한 영향을 받은 맥스웰은 전자기 현상에 관한 자신의 방정식을 구체적으로 해석하기 위해서 굉장히 복잡한 기계적인 에테르 모델을 제안했다. 맥스웰은 상당히 오랫동안 에테르 이론을 지지하여 여기에 매달렸는데 가장 큰 이유는 전자기 현상에 관한 원거리 작용이라는 신비적 개념을 피할 수 있게 해주었기 때문인 것으로 보인다.

## 전자기적 에테르

### 패러데이
패러데이는 장에 대한 두 가지 표현을 사용했는데 하나는 힘이 꽉 차 있는 연속된 매질의 입자들을 통해 전달된다는 것이었고, 다른 하나는 힘의 선을 사용했다는 것이었다. 패러데이는 에테르가 힘을 전달하는 매개체일 것이라고 주장했는데, 그의 이론은 힘이 전달되는 메커니즘을 설명하지는 못했다. 톰슨은 이러한 패러데이의 장 이론으로부터 에테르 연속체 이론을 발전시켰고, 맥스웰은 연속된 에테르 입자를 통해 힘의 작용이 전달된다는 에테르 입자의 물리적 모형을 발전시켰다. 결과적으로 톰슨과 맥스웰은 모두 에테르의 역학적 이론을 장 이론에 적용시켜 패러데이가 사용한 개념들을 좀 더 물리적으로 발전시킨 셈이었다.

### 톰슨 모델
톰슨은 1856년 그의 논문에서 물리적 장을 동역학적으로 설명하려는 시도를 했다. 자신의 열 이론(동역학적 입자 운동으로 열 현상을 설명하는)과 랭킨의 이론(입자 핵을 둘러싸고 있는 에테르 대기의 소용돌이 운동이 바로 열이라는)을 사용해 패러데이가 발견한 자기적 현상을 설명했다. 즉, 열 현상(열이 전도 대류되는)과 같은 양상으로 자기 현상이 전달되지만 그 전달의 매개물이 에테르라고 하는 특수한 물질이라는 모델이다. 톰슨은 에테르의 물리적 구조에 대한 특정한 모형을 제시하지 않았지만 1850년대 후반 에테르를 유체로 생각하고 모든 물질은 연속되어 있다는 ‘보편 충만의 이론’을 지지했다. 그 이론에 따르면 입자 구조와 물체의 몇 가지 성질은 에테르에 의한 소용돌이 운동의 결과였다. 또한 그의 이론은 물리적 장에 의한 상호작용이 공간에 충만한 에테르를 통해 전달된다고 설명함으로써 장이라는 개념을 에테르 연속체의 운동으로 표현할 수 있게 되었다.

### 맥스웰 모델
톰슨이 패러데이의 ‘장’이론을 물리적으로 설명하기 위해서 에테르를 연속체로서 보는 이론을 발전시켰다면, 맥스웰은 장과 력선(힘의 선)의 기하학적 의미에 주목했고 또한 에테르를 장의 매개체로서 보는 물리적 모형을 발전시켰다. 일단 기본적으로 맥스웰은 장을 물리적으로 표현하여 실재로 인정하기 위해서는 충만한 에테르의 존재가 필연적이라 생각했다. 그는 전자기장을 역학적 관점에서 설명하려고 하였으며 그로 인해 에테르에 대한 복잡하고 정교한 모델이 탄생하였다. 자기장을 회전하는 소용돌이 관으로 채워져 있는 유체로 보고 전자기 현상으로 인해 공간에 충만한 에테르가 변형되어 이때 생기는 변형력에 의해 전기력과 자기력이 전달된다는 이론을 제시했다.
그는 독특한 에테르 모형을 제시했는데 육각형의 벌집 모양의 소용돌이관이 전자기 매질이며 그 주위에 층을 이루며 유동바퀴가 존재한다. 소용돌이관의 배열은 힘의 선에 해당하며, 소용돌이의 각속도는 장의 세기에 해당한다. 유동바퀴 역할을 하는 입자들이 소용돌이관 사이사이에 놓여있어서 각각의 소용돌이관은 같은 방향으로 회전한다. 맥스웰은 에테르를 세포 에테르라고 언급띠하면서 전체적인 모양을 벌집처럼 표현했다. 그는 에테르 세포와 유동바퀴의 상호작용이 탄성적이라고 보았는데, 각 세포는 유동바퀴 입자들로 둘러싸여 있어 세포에 해당하는 소용돌이의 각속도가 다르다면 유동바퀴 입자들은 병진운동을 하게 된다. 이렇게 생기는 입자들의 운동이 비균질 자기장 속의 전류 흐름에 해당하는 것이다. 이러한 입자들의 운동으로 인해 세포들이 일그러지게 되고 세포의 탄성력에 의해 크기는 같고 방향은 반대인 힘이 작용하게 되는데 이것이 바로 정전기장에 해당한다. 맥스웰은 또한 유동바퀴를 일종의 전기입자처럼 생각했었다. 전류는 전기입자의 흐름으로 일반적으로 도체 내에서만 전기입자가 이동할 수 있다. 즉 유동바퀴는 회전을 하거나 직접 이동함으로써 세포의 회전에 변화를 줄 수 있지만 직접 이동하는 것은 도체와 같은 물질  이 공간에 존재하고 있을 때뿐이다. 하지만 세포는 탄성체이기 때문에 도체 내부가 아니더라도 셀의 일그러짐을 유발하면서 유동바퀴가 짧은 거리를 움직일 수 있게 된다. 맥스웰은 이러한 효과를 사용해 전자기 유도를 설명했으며 진공에서도 일어날 수 있는 이 순간적인 흐름을 ‘변위 전류’라고 불렀다.
하지만 처음 위의 모형이 제시되었을 때는 유동바퀴 입자로부터 세포 소용돌이로 회전이 전달되는 메커니즘이 불명확했는데 맥스웰은 이 문제를 고찰하면서 력선(힘의 선) 이론을 다듬었는데, 그로부터 예상치 못하게 광학과 전자기이론의 통합이라는 결과를 얻게 되었다. 그는 에테르, 즉 전자기 매질 속에서 횡적인 탄성파의 형태로 퍼져나가는 전기 변위의 속도를 계산해냈는데 그 결과가 빛의 속도와 같다는 것을 알게 되었다. 이에 대해 “우리는 다음과 같은 추론을 피할 수 없다. 즉, 빛은 전기 현상과 자기 현상의 원인이 되는 바로 그 매질의 횡적인 파동으로 이루어져 있다.” 전자기 매질과 빛 매질이 같다고 하는 이러한 결과는 에테르 이론의 가장 큰 성과였다. 비록 전자기 매질과 빛의 매질이 되는 에테르가 실제로 존재하지는 않았지만 에테르 이론 덕분에 광학과 전자기학이 연결될 수 있었던 것이다.

## 마이켈슨-몰리실험

### 실험 의도
마이켈슨-몰리 실험은 가장 유명한 부정실험으로 언급된다. 실험의 주 설계자인 마이켈슨은 정확한 빛의 속력을 측정하기 위해 노력했던 미국의 실험물리학자였다. 그는 에테르의 존재를 지지했었는데 이 실험은 에테르를 빛의 속력이 c=300,000 km/s 로 일정한 정지좌표계로 보고 지구라는 계가 속력 v로 움직이고 있는 것으로 가정하고 있다. 즉 애초에 실험의 의도는 에테르의 존재를 증명하는 것이었지만 결과는 예상과 정반대로 나왔고 에테르가 존재하지 않는다는 반증이 되었다.

### 과정 및 결과
기본적으로 지구는 태양주위를 공전하고 있으므로 정지좌표계가 될 수 없다. 위에서 언급한 가정에 의하면 에테르는 빛의 속도가 c인 정지좌표계이므로 지구를 에테르에 대해 속력 v로 등속원운동하고 있는 좌표계라고 볼 수 있다. 이 실험은 수직으로 교차하는 두 축에 의한 빛의 간섭현상을 이용하는데 한 축을 지구의 운동방향과 평행하고, 다른 축을 지구의 운동방향과 수직하게 놓는다. 그런 후 이 간섭계 전체를 회전시키면 그것만으로도 두 빛의 경로에 위상차가 발생하며 주기적으로 변하게 되므로 간섭무늬도 주기적으로 변화해야 한다. 하지만 이러한 예상과는 달리 간섭무늬에는 어떠한 변화도 나타나지 않았고 결과적으로 에테르의 존재를 부정하게 되었다.

## 같이 보기
- 은하년
- 특수상대론의 역사
- 가상 입자
- 세계빙하이론

## 참고 문헌
- 김동원·김재영 옮김, 《에너지, 힘, 물질》, 도서출판 성우, 2000 [Peter M. Harman, Energy, force and matter, Syndicate of the Press of the University of the Cambridge, 1982]
- 김요한 옮김, 《모든 것을 바꾼 사람》, 지식의 숲, 2008 [Basil Mahon, The Man who changed everything, John Wiley&Sons International Rights, Inc., 2003]
- 송진웅 옮김, 《물리학의 역사와 철학》, ㈜북스힐, 2004 [James T. Cushing, Philosophical Concepts in Physics, Syndicate of the Press of the University of the Cambridge, 1998]
- 정동욱, 《패러데이&맥스웰》, 김영사, 2010